# Aranyosgyéresi református templom
Az aranyosgyéresi református templom műemlékké nyilvánított templom Romániában, Kolozs megyében. A romániai műemlékek jegyzékében a CJ-II-m-B-07555 sorszámon szerepel.

## Története
A templomot Rhédey Ferenc Kolozs megyei főispán alapította, az is feltételezhető azonban, hogy egy korábban létező templomot vagy kápolnát bővíttetett vagy építtetett újjá.  Az alapkövet 1679. május 30-án helyezték el. Az épületet 1680-ban fedték be, de az építési munkák még a 18. század elején is tartottak. 1786-ban Kendeffy Rákhel költségén felújították, ekkor készült csehsüveg-boltozata, szószéke és karzata. Szintén ekkor bontották le az 1680-ban készült kazettás mennyezetet is.